# Список маршалків шляхти Херсонського повіту
Список маршалків шляхти ("предводителей дворянства") Херсонського повіту.
Херсонський посіт було створено на землях зруйнованої Запорізької Січі та пізнішого Бузького козацького війська.

## Херсонський повіт
| ПІБ                 | Титул, чин, звання     | Рік       |
| ------------------- | ---------------------- | --------- |
| Сидір Білий         | Секунд-майор           | 1785—1787 |
| Петро Ларий         | Секунд-майор           | 1788—1790 |
| Ємельян Сочеванов   | Капітан                | 1792—1796 |
| Федір Бредихін      | Надвірний радник       | 1802—1809 |
| Григорій Степанов   | Майор                  | 1810—1819 |
| Август Комстадіус   | Полковник              | 1820—1825 |
| Григорій Зорін      | Майор                  | 1826—1827 |
| Григорій Степанов   | Майор                  | 1828—1833 |
| Карл Комстадіус     | Колежиський секретар   | 1834—1835 |
| Микола Баратом      | Князь, Гвардії поручик | 1836—1843 |
| Л. Бредихин         | Капітан                | 1844—1845 |
| Микола Вертильяк    | Поручник               | 1847—1858 |
| Олександр Кеппен    | Полковник              | 1859—1866 |
| Микола Журавський   | Статський радник       | 1891      |
| Георгій Скадовський | Надвірний радник       | 1901      |